# Бодрожић
Бодрожић је презиме које носе Срби православци пореклом из села Кољане (Цетина) и Биочић у Далмацији. Бодрожићи из с. Биочић славе славу Св. Стефан. Светог Стефана славе и Бодрожићи из Кољана.